# Heroes of the Storm
Heroes of the Storm – sieciowa gra komputerowa z gatunku multiplayer online battle arena, stworzona i wydana przez Blizzard Entertainment 2 czerwca 2015 roku dla systemów Microsoft Windows i macOS. Gra zawiera różne grywalne postacie oraz pola bitew z uniwersów Warcrafta, Diablo, StarCrafta i Overwatcha.
Heroes of the Storm zostało zainspirowane Defense of the Ancients, modyfikacją stworzoną przez społeczność do Warcrafta III, kolejnej gry stworzonej przez Blizzard. Gra jest darmowa, oparta na modelu biznesowym freemium i wspierana przez mikrotransakcje, które można wykorzystać do zakupu bohaterów, zmian wizualnych dla bohaterów w grze, wierzchowców i innych elementów kosmetycznych. Blizzard określał gatunek gry jako „hero brawler” zamiast bardziej popularnego multiplayer online battle arena (MOBA), jednak w późniejszym czasie sam zaczął go używać.
Mecze rozgrywane są pomiędzy dwoma drużynami składającymi się z pięciu graczy, z których każda ma na celu zniszczenie głównej struktury drużyny przeciwnej, znanej jako „Rdzeń”. Pierwsza drużyna, która tego dokona, wygrywa mecz, którego standardowy czas trwania wynosi ok. 20 min. Mecze odbywają się na różnych tematycznych polach bitew, z których każde charakteryzuje się unikalnymi projektami poziomów i celami drugorzędnymi, których ukończenie zapewnia znaczące korzyści. Każdy gracz kontroluje pojedynczą postać, zwaną „bohaterem”, z zestawem charakterystycznych umiejętności i różnymi stylami gry. Bohaterowie stają się potężniejsi w trakcie meczu, zbierając punkty doświadczenia i odblokowując „talenty”, które oferują nowe umiejętności lub rozszerzają istniejące, przyczyniając się do ogólnej strategii drużyny.
Od lipca 2022 roku Blizzard ograniczył główne prace nad rozwojem Heroes of the Storm, jednak gra nadal otrzymuje regularne aktualizacje, w tym sezonowe zmiany balansu i poprawki błędów.

## Rozgrywka
Rozgrywka w Heroes of the Storm skupia się na bitwach dwóch 5–osobowych zespołów, rozgrywanych w serwisie Battle.net, a średni czas trwania gry wynosi ok. 20 minut. W każdym meczu gracze współpracują ze sobą jako drużyna, aby osiągnąć ostateczny warunek zwycięstwa polegający na zniszczeniu głównej struktury drużyny przeciwnej, tzw. „Rdzenia”, zanim zrobi to drużyna przeciwna. Aby dotrzeć do Rdzenia, co najmniej jedna linia struktur obronnych, zwanych „fortami” i „twierdzami”, musi zostać zniszczona. Gracze mogą korzystać z pomocy obozów najemników, bossów na polach bitew oraz niewielkiej grupy jednostek kontrolowanych przez komputer, zwanych „sługusami”, aby skuteczniej atakować wroga. Sługusy od czasu do czasu pojawiają się w grupach w trakcie gry, maszerując alejami w kierunku bazy wroga, angażując po drodze każdego przeciwnika. W grze dostępnych jest 15 pól bitewnych, z których każda ma inną metagrę, wielkość i cele drugorzędne. Realizacja tych celów zapewnia znaczną przewagę, często wymagając od drużyn walki o kluczowe pozycje lub angażowania się w bezpośrednie konfrontacje, co ostatecznie zwiększa ich zdolność do skuteczniejszego przebijania się przez obronę wroga.
We wszystkich trybach gry gracz ma do wyboru jedną z 90 grywalnych postaci (stan na marzec 2025), zwanych „bohaterami”, z których każda ma unikalny projekt, mocne i słabe strony. Bohaterowie dzielą się na sześć oddzielnych ról: tank, brutal, pomocnik, uzdrowiciel, zabójca w zwarciu i dystansowy zabójca. Podczas pierwszych rozgrywek gracze mogą wykorzystywać tylko pięciu bohaterów z darmowej, tygodniowej rotacji, ale później mogą kupić postacie w sklepie za złoto uzyskane z wygranych, wykonywanie zadań lub za walutę premium (Klejnoty).
Każdy bohater posiada zestaw charakterystycznych umiejętności. Zestaw ten zasadniczo składa się z trzech podstawowych umiejętności, których można używać od 1 poziomu, pasywnej lub aktywnej cechy oraz potężnej „umiejętności heroicznej”. Po osiągnięciu 10 poziomu gracze mogą wybierać między dwoma umiejętnościami heroicznymi, które często mają niszczycielski efekt i długi czas odnowienia. Heroiczne to zazwyczaj najsilniejsze narzędzia w arsenale, które określają mocne strony i styl gry bohatera. Bohater może zdobyć tylko jeden rodzaj bohaterstwa na mecz. Jeśli bohaterowi skończą się punkty zdrowia i zginie, zostaje on usunięty z aktywnej gry, dopóki licznik czasu odrodzenia nie zostanie wyzerowany, po czym odrodzi się na tyłach bazy swojej drużyny, znanej jako „Hala Burz”. Co więcej, Hala Burz pozwala bohaterom szybko odzyskać zdrowie i manę, o ile w niej przebywają. Hala zapewnia również ochronę przed obrażeniami i efektami wroga, a wrodzy gracze są odpychani na niewielką odległość w nagły sposób po wejściu do Hali drużyny przeciwnej. 
Punkty doświadczenia, które gracze mogą zdobyć, zbierając kule doświadczenia od poległych sługusów, są dzielone między całą drużynę. Jest to rzadkie w gatunku MOBA, w którym większość gier wykorzystuje system oddzielnych doświadczeń i poziomów na gracza. Ponadto niektóre struktury wroga, takie jak wieże, forty i twierdze, zapewniają doświadczenie drużynie, która je zniszczy; zdobycie obozu najemników również daje punkty doświadczenia. Kiedy drużyna w trakcie meczu osiągnie określony próg punktów doświadczenia, każdy bohater w tej drużynie awansuje, zdobywając nieco wzmocnione moce, aż do maksymalnego poziomu 30. Co kilka poziomów gracze mogą wybrać „talent”, który oferuje nową umiejętność lub wzmacnia już istniejącą. Dwa znaczące skoki mocy znajdują się na poziomie 10 i 20, gdzie bohaterowie uzyskują dostęp do jednych z najpotężniejszych talentów w grze, określanych odpowiednio jako „heroiczne” i „talenty burzowe”. Ten system zdobywania poziomów podkreśla wagę pracy zespołowej i planowania, ponieważ działania gracza mogą wpłynąć na cały zespół. 
Oprócz systemu talentów, każdy gracz może użyć zdolności o nazwie „Hearthstone”, która pozwala bohaterom teleportować się z powrotem do bazy z dowolnego miejsca na polu bitwy po kilku sekundach podtrzymywania umiejętności bez otrzymywania obrażeń, używania umiejętności lub atakowania. Gracze mogą również wykorzystywać różne wierzchowce, takie jak zwierzęta, rowery i chmury, aby zwiększyć swoją prędkość ruchu. Wierzchowiec zostanie automatycznie schowany, gdy gracz użyje umiejętności, zaatakuje lub zostanie zaatakowany. 

### Tryby gry
Heroes of the Storm oferuje różne tryby gry, umożliwiając graczom wybór między walką z bohaterami sterowanymi przez komputer a rywalizacją w meczach drużynowych z innymi graczami. Znane tryby gry:
- samouczki – składają się z trzech oskryptowanych „poziomów”, które są skierowane do nowych graczy i mają na celu nauczenie ruchu, korzystania z umiejętności i innych podstawowych elementów sterowania. Gracz kontroluje Jima Raynora, który zostaje teleportowany z uniwersum StarCrafta do Nexusa, otrzymując instrukcje od Uthera Lightbringera z serii Warcraft.
- szkolenie – tryb ze zmniejszonym doświadczeniem, w którym gracz wraz z czterema członkami drużyny sterowanymi przez SI walczy przeciwko pięciu przeciwnikom SI ustawionym na poziomie łatwym.
- przeciw SI – gracze mierzą się z pięcioma przeciwnikami SI. Przed rozpoczęciem meczu gracz może wybrać, czy chce mieć sprzymierzeńców kontrolowanych przez ludzi czy SI. Poziom trudności SI można również wybrać przed rozpoczęciem meczu[28].
- szybki mecz – w tym trybie gracze wybierają bohaterów przed wejściem do meczu, nie znając pola bitwy ani bohaterów, z którymi lub przeciwko którym będą sparowani. Dwie drużyny składające się z pięciu bohaterów kontrolowanych przez ludzi stają naprzeciw siebie w walce PvP na losowym polu bitwy. Gracze mogą ustawiać się w kolejce pojedynczo lub w grupie, a drużyny są tworzone na podstawie wcześniejszych wyników graczy i ról wybranych bohaterów, aby zapewnić wyrównany mecz. Np. jeśli gracz ustawia się w kolejce pojedynczo jako Wsparcie, mało prawdopodobne jest, aby został sparowany z czterema innymi bohaterami Wsparcia, co sprzyja bardziej zróżnicowanemu składowi drużyny. W przeciwieństwie do trybu draft, w którym wybór bohatera we współpracy z członkami drużyny i rozważenie składu przeciwnika ma kluczowe znaczenie, szybki mecz pozwala graczom grać preferowanymi bohaterami.
- poza rankingiem – przed rozpoczęciem gry w trybie draftu nierankingowego drużyny przeciwne biorą udział w fazie „draftu”, podczas której na zmianę wybierają bohaterów, aby utworzyć swoje kompozycje składające się z pięciu postaci. W miarę postępu draftu obie drużyny mogą obserwować wybory innych, a także pole bitwy, na którym odbędzie się mecz. Dodaje to warstwę strategii, ponieważ gracze muszą ostrożnie wybierać swoich bohaterów na podstawie kompozycji obu drużyn, a także swojej wiedzy na temat tego, jak różne pola bitwy wpływają na rozgrywkę. Podczas draftu każda drużyna może zablokować do trzech bohaterów, uniemożliwiając obu drużynom wybranie tych postaci do końca draftu. Tryb draftu nierankingowego jest często uważany za tryb wprowadzający do systemu bardziej podobnego do rankingowego trybu liga Nexusa, ale bez presji wpływania na ich MMR (ocenę matchmakingu). Oferuje on bardziej ustrukturyzowane i strategiczne doświadczenie w porównaniu z szybkim meczem, pozwalając graczom ćwiczyć umiejętności wyboru bohaterów i składu drużyny bez ryzyka zmiany ich rankingu.
- liga Nexusa – wykorzystuje fazę draftu przed rozgrywką, która działa identycznie jak system draftu w trybie nierankingowym; gracze są dobierani do gry ze sobą i przeciwko sobie na podstawie rankingów ustalonych w oparciu o ich poprzednie wyniki w lidze Nexusa. Gracze są klasyfikowani w ligach od brązowej (najniższej) do mistrzowskiej (najwyższej) na podstawie ich wyników w grze. Ligi poniżej mistrzowskiej (druga co do wielkości liga) jest podzielona na pięć dywizji, ponumerowanych od 1 do 5, gdzie Dywizja 1 to najwyższa, a Dywizja 5 najniższa. Każda liga – Brązowa, Srebrna, Złota, Platynowa i Diamentowa – zawiera pięć dywizji. W lidze mistrzowskiej podziały nie są używane; zamiast tego gracze są klasyfikowani bezpośrednio na podstawie ich punktów MMR. 100 najlepszych graczy z rankingu mistrzowskiego, którzy wygrali co najmniej 35 gier w bieżącym sezonie, uważani są za arcymistrzów[29]. Internetowa tabela wyników prowadzona przez Blizzard pokazuje listę aktualnych arcymistrzów w każdym głównym regionie, aktualizowaną co noc[30]. Gracze, którzy zdecydują się na rywalizację indywidualnie lub w drużynie składającej się z maksymalnie pięciu graczy, mogą wziąć udział w meczu ligi Nexusa, aby zmierzyć się z innymi graczami w wybranym przez siebie regionie. Aby wziąć udział w Lidze Nexusa, gracze muszą mieć dostęp do 16 bohaterów na poziomie 5 lub wyższym i mieć konto na poziomie 50 lub wyższym. Bohaterowie, których gracz technicznie nie posiada, ale odblokowali dzięki cotygodniowej rotacji darmowych bohaterów, liczą się do wymaganych 16 bohaterów. Podczas rywalizacji gracze zdobywają punkty rankingowe, które wpływają na ich rangę i są wykorzystywane do dopasowania ich do innych graczy o podobnych rangach. Ranga gracza jest wyrażona w postaci poziomów i dywizji ligowych, a ranga jest przypisywana indywidualnie każdemu graczowi. Ranga jest ustalana na podstawie MMR gracza i dostosowywana do kar, takich jak kara za opuszczenie gry. Pierwszy oficjalny sezon gry rankingowej rozpoczął się 14 czerwca i zakończył 13 września 2016 roku[31]. Każdy sezon gry rankingowej trwa ok. 3–4 miesiące[32][33].
- bójki – dodane 18 października 2016 roku (8 września 2020 roku „bójki” zostały zastąpione przez „ARAM”); ten tryb gry miał trzy różne podkategorie z różnymi zasadami. Ukończenie trzech gier w bójkach każdego tygodnia zapewniało graczowi nagrodę w postaci jednej skrzynki z łupami. Bójki zostały usunięte jako dostępny tryb gry 8 września 2020 roku i zastąpione ARAM-em. Gdy tryb gry był aktywny, zasady bójek zmieniały się co tydzień, w tym następujące odmiany[28][34]: 
  - areny – gracze wybierają jednego z trzech (głównie) losowo wybranych bohaterów i próbują zrealizować cel. Pierwsza drużyna, która zrealizuje cel, wygrywa. Pierwsza drużyna, która wygra dwie rundy, wygrywa mecz. Istnieje wiele map aren zaprojektowanych wyłącznie dla tego trybu. Opcje bohaterów przyznawane graczom nie są całkowicie losowe, ponieważ niektóre postacie są wykluczone z trybu gry, a wprowadzono pewne środki ostrożności, aby zapewnić równowagę drużyny, np. jeśli jedna drużyna otrzyma wybór bohatera w roli uzdrowiciela, druga drużyna również otrzyma uzdrowiciela.
  - mutatory – wprowadzają unikalne mechanizmy, które zmieniają rozgrywkę na istniejących polach bitwy. Te modyfikacje zmieniają sposób działania umiejętności, talentów i innych mechanizmów gry. Wybór bohaterów jest ograniczony, aby pasował do tematu bijatyki, a specjalne zasady lub dodane efekty mogą znacząco wpłynąć na strategię i dynamikę meczu, wymagając od graczy dostosowania się do nowych warunków, które różnią się od standardowych meczów.
  - jednopasmowe – skupia się na niszczeniu struktur wroga, z dodatkowymi mechanikami, które odróżniają je od zwykłego trybu ARAM. Te pola bitwy mają jedną ścieżkę i często obejmują unikalne cele lub efekty specjalne, które tworzą bardziej chaotyczne i dynamiczne doświadczenie. Przykładowo na polu bitwy „Mineral Madness” gracze zbierają „minerały”, które przyznają bohaterowi aurę z różnymi efektami, takimi jak zadawanie obrażeń pobliskim wrogom lub wyłączanie struktur, po zebraniu określonej ilości.
  - specjalne – tryb oferujący unikalną odmianę, odchodząc od tradycyjnych pól bitewnych i powielając klasyczne mini-gry z bohaterami w centrum uwagi. Zamiast zwykłej rozgrywki gracze biorą udział w kreatywnych i zabawnych wyzwaniach, takich jak „Dodge Ball” z bohaterem Chromie, gdzie gracze rzucają piaskiem, aby uderzyć przeciwników, „Rocket Racing”, gdzie gracze ścigają się, używając rakietowych wierzchowców, lub „Pull Party”, gdzie wszyscy gracze kontrolują bohatera Stitchesa i używają jego zdolności haka, aby przyciągać wrogów do siebie. Dodatkowo mapa PvP „Escape from Braxis” oferuje inny rodzaj wyzwania, skupiając się na współpracy i przetrwaniu. Te specjalne tryby dodają różnorodności i zabawy, oferując oderwanie się od zwykłej mechaniki standardowych meczów.
- ARAM (All Random, All Mid) – tryb dodany 8 września 2020 roku, który oferuje jednotorowe pola bitwy bez celów innych niż zniszczenie struktur wroga. Bohaterowie są wybierani za pomocą tej samej metody „wybierz z trzech”, co w bójce. Użycie „Hearthstone” do teleportacji do Hali Burz jest wyłączone, a sama budowla nie zapewnia leczenia ani przywracania many, chociaż nadal zapewnia odporność na obrażenia i efekty wyłączające graczy w swoim obszarze. Ze względu na zmienioną geografię jednotorowego pola bitwy, która znacząco wpływa na strategię i równowagę gry, niektórzy bohaterowie są ograniczeni z puli dostępnych wyborów na początku gry[35].
- gra dowolna – są używane głównie do gry turniejowej lub do okazjonalnych ćwiczeń. Gracze mogą utworzyć lobby i ustawić wstępnie ustalony mecz między dwoma drużynami, z których każda składa się z maksymalnie pięciu graczy. Twórca lobby ma pełną kontrolę nad ustawieniami, w tym możliwość wyboru pola bitwy, włączenia trybu draftu i dodania bohaterów kontrolowanych przez SI, jeśli jest to pożądane. Ponadto gospodarz może zezwolić maksymalnie sześciu obserwatorom na oglądanie meczu. Ten tryb zapewnia graczom elastyczność w tworzeniu niestandardowych doświadczeń do ćwiczeń lub gry konkurencyjnej.

### Matchmaking
Wyszukiwanie gier w Heroes of the Storm opiera się na systemie oceny Elo z zastrzeżonymi korektami. MMR (ocena matchmakingu) jest obliczana indywidualnie dla każdego gracza i jest śledzona osobno dla każdego trybu gry. W trybie rankingowym wyszukiwarka gier stara się umieścić graczy o podobnych ocenach razem oraz stara się zrównoważyć obie drużyny w oparciu o MMR każdego gracza, aby znaleźć i stworzyć równe gry.

## Ustawienie i fabuła
Akcja Heroes of the Storm toczy się w Nexusie, dziwnej otchłani, w której łączą się wszechświaty zderzające się ze sobą w przestrzeni, czasie i wymiarach. Nexus istnieje w centrum międzywymiarowej burzy kosmicznej i jest połączony z innymi wszechświatami. Burza Nexusa, która ma niezrozumiałe ilości energii, może rozrywać światy oraz wszechświaty, a także doprowadzać je do stabilności. Niektóre z centralnych królestw w Nexusie, takie jak Raven Court, King's Crest i Luxoria, są przykładami tych punktów stabilności. Każde królestwo w Nexusie ma jeden kamień zwany „osobliwością” i tylko ten, kto osiągnie go poprzez podbój, może zostać panem królestwa. Kamień osobliwości zapewnia posiadaczowi niemal status półboga, ale nie nieśmiertelność. Wielu potężnych wojowników zostało wciągniętych do Nexusa, w tym bojownicy z Azeroth, Sanktuarium i sektora Koprulu. Ciągle przybywają nowi kombatanci, niektórzy z nich są wybierani po śmierci w swojej pierwotnej rzeczywistości. Bohaterka o imieniu Qhira przybyła do Nexusa po tym, jak jej świat Iresia i jego kamień osobliwości zostały zniszczone, trzymając tylko odłamek osobliwości z Iresii i nazywając go „kryształem matki”. W multiwersie Nexusa istnieje wiele światów, które określa się mianem „sfer”. Chociaż wiele z tych światów jest generowanych przez Nexusy, niektóre są lustrzanymi wersjami tych z serii Blizzarda, jednak mogą też zawierać alternatywne wersje uniwersów różnych bohaterów, którym odpowiadają skórki w grze.

## Produkcja gry
22 października 2010 roku Blizzard podczas BlizzConu 2010 ogłosił produkcję czterech niestandardowych map do „Salonu gier”, będącego częścią StarCraft II: Wings of Liberty; jedną z nich była mapa o nazwie „Blizzard DotA”. W tym momencie mapa została ukazana szerszej publiczności, aby pokazać możliwości modowania, które miały zostać dodane do StarCrafta II. Za produkcję odpowiadał wewnętrzny zespół Blizzarda o nazwie „Team 1” pod przewodnictwem dyrektora gry Dustina Browdera. W połowie 2011 roku podano, że rozwój Blizzard DotA został rozpoczęty od nowa, natomiast 21 października tegoż roku podczas ceremonii otwarcia BlizzConu 2011 pokazany pierwszy oficjalny zwiastun mapy i zapowiedziano, że jej premiera nastąpi „już (bardzo) niedługo”. W porównaniu do poprzedniej iteracji zaprezentowanej na poprzednim BlizzConie, rozgrywka została opisana jako „szybka” i „usprawniona”. 
Po zapowiedzi gry Dota 2 przez Valve, Rob Pardo, wiceprezes wykonawczy Blizzarda, wyraził zaniepokojenie, że Valve używało i próbowało opatentować w 2010 roku prawa do marki, która wywodzi się ze społeczności Warcrafta III. Następnie Blizzard  sprzeciwił się opatentowaniu słowa „DotA” lub jakiegokolwiek innego akronimu Defense of the Ancients, twierdząc, że powinno ono pozostać w obrębie społeczności modderskiej Warcrafta. Po nieudanym nakazie dotyczącym znaków towarowych ze strony Riot Games, Blizzard nabył spółkę zależną Riot, DotA-Allstars, LLC., pierwotną firmę, która reprezentowała obsługę Defense of the Ancients. Ostatecznie 11 maja 2012 roku Blizzard i Valve ogłosili, że osiągnięto porozumienie, w wyniku którego Valve zachowało prawa do komercyjnego użytku terminu „Dota”, podczas gdy Blizzard zmieni nazwę Blizzard DotA na Blizzard All-Stars. Ponadto Blizzard zachował prawo do używania nazwy „DotA” w celach niekomercyjnych; obejmowało to promowanie map w stylu DotA stworzonych dla gier Blizzarda przez społeczność. 
W czerwcu 2012 roku Dustin Browder, dyrektor gry StarCraft II, stwierdził, że Blizzard All-Stars nie miał przewidywanej daty premiery, ale sugerował, że na pewno nastąpi to po wydaniu StarCraft II: Heart of the Swarm. 22 stycznia 2013, Chris Sigaty w wywiadzie dla serwisu Eurogamer zapowiedział, że prawdopodobnie „nie będzie trzeba posiadać StarCrafta II, żeby zagrać” w Blizzard All-Stars. W wyniku tego tytuł zostanie przekształcony na model free-to-play z mikropłatnościomi i będzie wydany jako odrębna, pełnoprawna gra. Ponadto Sigaty stwierdził, że „tytuł jest cały czas rozwijany” i w chwili obecnej „poszukiwany jest odpowiedni model biznesowy” dla jego dalszego rozwoju. 7 lutego 2013 roku w sprawozdaniu za IV kwartał wymieniono Blizzard All-Stars jako jeden z głównych obszarów kontynuowania inwestycji przez Blizzard w tymże roku. Miesiąc później Browder skomentował, że kilku artystów przeszło z zespołu StarCraft II: Heart of the Swarm, aby tymczasowo pracować nad Blizzard All-Stars wraz z kilkoma projektantami w zespole. Z kolei według dyrektora artystycznego Samwise'a Didiera, jednym z wyzwań, z jakimi musiał się zmierzyć zespół artystyczny, było połączenie trzech różnych stylów graficznych i motywów z Warcrafta, StarCrafta i Diablo, aby stworzyć styl graficzny gry. 
W sierpniu 2013 roku gra przeszła do szerszych testów wewnętrznych. Prezes Blizzarda, Mike Morhaime, opisał ją jako wersję Blizzarda „strategii czasu rzeczywistego akcji”. Z kolei w maju 2013 roku zespół odpowiedzialny za Blizzard All-Stars został powiększony, m.in. z niektórych grup, które zostały przeniesione, gdy produkcja projektu Blizzarda o nazwie kodowej „Titan” została rozpoczęta od nowa, a jego zespół deweloperski zmniejszony. 30 września 2013 roku deweloper zarejestrował nazwę Heroes of the Storm. 17 października 2013 roku podano, że Blizzard All-Stars nie przyjęło się i tym samym nazwa gry została ostatecznie zmieniona na HotS.
13 marca 2014 roku Heroes of the Storm weszło w techniczną fazę testów alfa, a 22 września 2014 przeszła w finalną fazę. Techniczna alfa powróciła do trybu online 7 października 2014 roku dla Ameryki Północnej, Ameryki Łacińskiej, Azji Południowo-Wschodniej, Australii i Nowej Zelandii. Serwery dla Europy, Korei, Chin i Tajwanu zostały uruchomione w kolejnych tygodniach. Techniczna alfa trwała do początku zamkniętych bety-testów gry, które rozpoczęły się 13 stycznia 2015 roku. Do lutego 2015 roku ponad 9 milionów graczy zarejestrowało się, aby otrzymać zaproszenia do beta-testów Heroes of the Storm, natomiast w maju tegoż roku podano, że do testów zapisało się ponad 11 mln graczy. 19 maja 2015 roku rozpoczęła się otwarta beta gry, a pełna wersja gry została wydana 2 czerwca 2015 roku.

### Rozwój i wsparcie dla gry po premierze
29 marca 2017 roku dyrektor gry Alan Dabiri ogłosił dużą aktualizację o nazwie Heroes of the Storm 2.0, opisaną jako „kumulacja wszystkich sposobów, w jakie Blizzard przekształcił Nexus od czasu premiery, plus wiele radykalnych dodatków na ich drodze”. Główną cechą łatki była modernizacja systemów postępu gracza i bohatera. Limity poziomów (40 dla graczy ogólnie i 20 dla poszczególnych bohaterów) zostały usunięte, a nierówna krzywa doświadczenia dla bohaterów poziomujących została wygładzona. Kolejną cechą było wprowadzenie skrzynek z łupami, które zawierają kosmetyczne nagrody, podobne do systemu stosowanego w Overwatch. Oprócz bohaterów, skórek i wierzchowców skrzynie mogą zawierać również nowe portrety, sztandary, emotikony, niestandardowe głosy komentatorów (podobnie jak w StarCraft II), kwestie głosowe bohaterów i graffiti (oba podobne do Overwatch). Skrzynki z łupami można zdobyć, zdobywając kolejne poziomy lub kupując za złoto. Ponadto sklep w grze został przebudowany i przemianowany na „Kolekcja” i dodano dwie nowe waluty, tj. „klejnoty” i „odłamki”, oprócz istniejącego „złota”, które było jedyną walutą w grze przed aktualizacją Heroes 2.0. Uwzględniono również system załadunku dodatków kosmetycznych.
W momencie ogłoszenia aktualizacji Heroes of the Storm 2.0 (tj. 29 marca 2017 roku) była również możliwość sprawdzenia nowości podczas otwartych beta-testów, które miały trwać około jeden miesiąc. Dwa tygodnie później wydano poprawkę do bety, która wprowadziła kolejną nową zawartość oraz wiele zmian balansu gry i poprawek błędów. 26 kwietnia 2017 roku odbyła się oficjalna premiera HotS 2.0.
13 grudnia 2018 roku prezes Blizzarda J. Allen Brack i dyrektor ds. rozwoju Ray Gresko wspólnie ogłosili, że niektórzy programiści z Heroes of the Storm zostali przeniesieni do innych projektów, a gra przejdzie do fazy długoterminowego wsparcia. Blizzard ogłosił również anulowanie swoich turniejów e-sportowych, Heroes Global Championship i Heroes of the Dorm i zapowiedzial, że nie będą organizowane w następnych latach. Członkowie społeczności e-sportowej skupieni wokół Heroes of the Storm stwierdzili, że byli bardzo zaskoczeni ogłoszeniem Blizzarda, ponieważ jeszcze na BlizzConie 2018 powiedziano im, że rozgrywki HGC będą kontynuowane. Tego samego dnia w wiadomości opublikowanej na oficjalnym forum gry, dyrektor produkcji Kaéo Milker potwierdził, że gra nadal będzie otrzymywać aktualizacje oraz nową zawartość (m.in. postacie, mapy), choć w wolniejszym tempie niż dotychczas. W lipcu 2022 roku Blizzard oświadczył, że gra została przeniesiona w tzw. stan konserwacji, co oznaczało, że wciąż będą pojawiać się poprawki błędów i balansu, jednak tytuł nie będzie otrzymywał żadnej nowej zawartości, w tym nowych postaci i map. Po przejęciu Blizzarda przez Microsoft gra otrzymała szereg aktualizacji, w tym zmiany w umiejętnościach bohaterów, ulepszenia jakości rozgrywki i inne zmiany, a także sezonowe aktualizacje balansu i poprawki błędów.
Anomalie Nexusa to sezonowe zmiany w rozgrywce, które bezpośrednio wpłynęły na wszystkie tryby gry w Heroes of the Storm. Wydarzenia te trwały przez całe sezony rankingowe, dając twórcom czas na otrzymanie informacji zwrotnych na ich temat. W zależności od tej oceny, niektóre z nowych mechanik gry stały się stałymi dodatkami do gry, podczas gdy inne były po pewnym czasie odrzucane. Pierwszą anomalią Nexusa były Kule Doświadczenia, które zostały wprowadzone w aktualizacji Deathwinga z grudnia 2019 roku. W wyniku tej anomalii Nexusa gracze nie otrzymywali już doświadczenia za bycie blisko śmierci wrogich stworów, ale zamiast tego musieli zbierać Kule Doświadczenia upuszczone przez umierające Sługi, podobnie jak Kule Regeneracji już obecne w grze. Przed wprowadzeniem anomalii Nexusa, główne aktualizacje rozgrywki były zazwyczaj ogłaszane jeden raz, pod koniec roku. Wprowadzenie wszelkich nowych anomalii Nexusa zakończyło się 1 grudnia 2020 roku, a Blizzard obiecał kontynuować próby ulepszania gry na inne sposoby.

## Model biznesowy
Heroes of the Storm jest grą darmową, opartą na modelu biznesowym freemium i jest wspierany przez mikropłatności przy użyciu trzech walut w grze: „klejnotów”, „złota” i „odłamków”. Złoto to waluta w grze, którą można zdobyć poprzez granie w grę, wypełnianie codziennych, sezonowych i eventowych zadań oraz zdobywanie kolejnych poziomów (skrzynki z łupami można zdobyć w ten sam sposób). Za złoto można kupować bohaterów, wierzchowce, pierścienie mistrzostwa bohatera, skrzynie z łupami i odłamki. Klejnoty można zdobyć w grze lub kupić za prawdziwe pieniądze, a odłamki można zdobyć z duplikatów przedmiotów ze skrzynek z łupami lub kupić za złoto. Gracze mogą używać klejnotów lub odłamków do kupowania skórek, wierzchowców i innych elementów kosmetycznych, takich jak sztandary, spraye, komentatorzy, linie głosowe, emotikony i portrety. Bohaterowie, jako jedyna kategoria w Kolekcji, która ma istotny wpływ na rozgrywkę, można kupić za klejnoty lub złoto. Przedmioty w kolekcji zawierające wyłącznie klejnoty to „bundles” (dynamiczne grupy zawartości Heroes of the Storm) oraz „doładowania” (wcześniej nazywane „stimpackami”), które zwiększają ilość złota i doświadczenia zdobytego na koncie podczas meczu.

## Ścieżka dźwiękowa
Muzyka Heroes of the Storm łączy oryginalną ścieżkę dźwiękową ze ścieżkami dźwiękowymi z innych serii Blizzarda. Oryginalna ścieżka dźwiękowa do gry została skomponowana przez kompozytorów z Blizzard Entertainment, Glenna Stafforda i Jasona Hayesa. Inna muzyka w grze występuje jako podkład muzyczny lub reprezentuje określone wszechświaty powiązane z różnymi bohaterami w Heroes of the Storm. Na liście odtwarzania gry znajdują się również ścieżki dźwiękowe ze StarCrafta, takie jak „Terran Theme” i „Zerg Theme”; różne ścieżki dźwiękowe z World of Warcraft, takie jak „Obsidian Sanctum” z Wrath of the Lich King i „The Wandering Isle” z Mists of Pandaria; ścieżki dźwiękowe z Diablo, takie jak „Jungle” z Diablo II (Akt III) i „Reaper of Souls” z Diablo III; a także ścieżki dźwiękowe z Overwatch, takie jak „Overture” i Hanamura „Theme” oraz „Smugglers Cove” z The Lost Vikings 2. Bitwy w grze zaczynają się głównym motywem Heroes of the Storm pt. „The Battle Begins”, stworzonym przez Glenna Stafforda.   

## Odbiór gry
Heroes of the Storm otrzymał w większości pozytywne recenzje przed premierą. Średnia w serwisie Metacritic wyniosła 86/100 punktów, bazując na 57 recenzjach, według GameRankings średnia wyniosła 85,29% (z 27 recenzji), z kolei na OpenCritic gra otrzymała wynik 84/100 (z 34 recenzji).
GameSpot przyznał jej 9 na 10 punktów, podsumowując ją jako „fantastyczna swobodna i konkurencyjna gra, która oferuje niezliczone godziny rozrywki”. Część pozytywnych recenzji chwaliło rozgrywkę opartą na celach i większą dostępność niż jego konkurenci, a Chris Carter z Destructoid przyznał mu 9,5 na 10 i nazwał go „znakiem doskonałości”. W recenzji dla PC Gamer, Chris Thursten skupił się na dostępności gry, przyznając jej wynik 84 na 100 i podsumowując: „Najwięcej, co zrobiło jakiekolwiek studio, aby otworzyć ten złożony gatunek dla nowej publiczności. Zachęcająca, zabawna i zwodniczo głęboka”.
CJ Miozzi z The Escapist stwierdził, że chociaż ulepszona dostępność sprawi, że będzie interesująca dla graczy zwykle nie zainteresowanych tym gatunkiem, może być mniej atrakcyjna dla doświadczonych graczy. Dając HotS 4 na 5 gwiazdek, podsumował: „Przynajmniej jest to gra, którą powinni wypróbować wszyscy gracze”. Z kolei Arthur Gies z Polygon zaaprobował dostępność tytułu, jednak wyraził zaniepokojenie, że „czasami coś [wydawało się] utracone po drodze”, zdobywając wynik 7,5 na 10. 
Redaktor serwisu IGN Mitch Dyer przyznał w swojej recenzji 6,5 na 10 punktów, twierdząc, że Heroes of the Storm jest wadliwą, zróżnicowaną MOBA ze wspaniałą walką zespołową i kiepskimi celami. Ta recenzja wywołała początkowo negatywną reakcję społeczności gry, która przekształciła wynik w internetowy mem, co ostatecznie zostało wykorzystane przez samego Blizzarda w humorystycznym filmie promocyjnym, zapowiadającym aktualizację gry. W ponownej recenzji IGN napisanej przez Iana Nowakowskiego przyznano grze 8 na 10 w marcu 2018 roku oraz stwierdzono, że gra „posiada mnóstwo różnorodności i doskonałych postaci. Niektóre z trybów tej MOBA działają lepiej niż inne i można bezpiecznie założyć, że dostarczy fajny mecz”. 
Podczas 19. dorocznej edycji D.I.C.E. Awards, Akademia Sztuk i Nauk Interaktywnych przyznała Heroes of the Storm tytuł „Gry strategicznej/symulacyjnej roku”. Gra została nominowana do nagrody „Choice Video Game” podczas konkursu Teen Choice Awards w 2017 roku.